# Chó Eskimo Mỹ
Chó Eskimo Mỹ (tiếng Anh: American Eskimo Dog) là một giống chó cảnh có nguồn gốc từ Đức với bộ lông trắng như tuyết. Nó là một loài trong giống chó Spitz. Giống Spitz là tổ tiên của một số giống chó nhà. Spitz trắng từng có mặt rất phổ biến ở Pommern và các vùng ven biển bắc Đức. Các thuyền viên mang chúng đi bán khắp châu Âu.
Từ khi Nữ hoàng Anh Charlotte tậu một con Spitz trắng, giống chó này đã trở thành chó mốt của giới quý tộc Anh quốc. Chúng cũng đã được Gainsborough đưa vào các kiệt tác hội họa của mình. Những người di cư Đức mang Spitz trắng sang Hợp chúng quốc Hoa Kỳ để làm chó canh gác, chó gia đình và chó xiếc. Năm 1917 giống chó Spitz trắng Đức nổi tiếng tại Mỹ được đổi tên thành American Eskimo.